# Fatih Karagümrük Spor Kulübü
El Fatih Karagümrük SK es un equipo de fútbol de Turquía que juega en la Superliga de Turquía, la primera categoría de fútbol en el país.

## Historia
Fue fundado en el año 1926 en el poblado de Karagümrük del distrito de Fatih de la ciudad de Estambul y en 1933 inició formalmente su participación en los torneos nacionales de Turquía.
En 1959 se convirtió en uno de los equipos fundadores de la Superliga de Turquía, terminando en octavo lugar en su primera temporada en la máxima categoría. Su estancia en la máxima categoría fue de cuatro temporadas luego de descender en la temporada 1962/63 en la primera temporada que se jugó bajo el formato de fase de grupos, terminando en décimo lugar entre 11 equipos del grupo 1.
Pasaron 20 años para que el club retornara a la Superliga de Turquía luego de obtener el ascenso de la TFF Primera División, pero su segunda etapa como equipo de primera división fue muy corta luego de que descendieran tras quedar en último lugar entre 18 equipos, y después estuvo entre la segunda y tercera categoría del fútbol turco con algunas apariciones en las ligas aficionadas del país.
En la temporada 2019/20 el club consigue su retorno a la Superliga de Turquía tras 41 años de ausencia.

## Palmarés
- TFF Primera División: 1

1982/83
- TFF Segunda División: 1

2003/04
- TFF Tercera División: 2

1988/89, 2001/02
- Liga Aficionada de Turquía: 1

2011/12